# Jana Geurts
Jana Geurts (Antwerpen, 29 mei 1987) is een Vlaams actrice, danseres en musicalzangeres. Naast haar werkzaamheden in de media is ze actief als advocate.

## Loopbaan
In de lente van 1997 zong ze als een van de dochters von Trapp in de Koninklijk Ballet van Vlaanderen musical The Sound of Music. Van 1997 tot en met 2002 was ze ook actief als danseres in de Samson & Gert Kerstshows. Van 2003 tot en met 2013 danste ze in het K3-ballet in verscheidene shows en videoclips. Als lid van de dansstudio van Studio 100, IJvi Hagelstein te Schelle, danste ze mee in shows van Mega Mindy, de Zomerfestivals, de Grote Sinterklaasshows, de Zomershow 2010 en Le Grand show de Noël.
In de musical De 3 Biggetjes uit 2007 had ze een rol in het ensemble. In de Studio 100-reeks Samson en Gert had ze een rol in een speciale aflevering, "Het verrassingsfeest" uit 2010. Daarin was ze te zien als de anders steeds onzichtbare Marlèneke. Ook verscheen ze in Spring (een productie van Studio 100 en Ketnet) als figurant. In 2009 verving ze tijdelijk Vera Hübner in de Duitse versie van K3, Wir 3.
Sinds 2011 vertolkt ze in de televisieserie Rox de hoofdrol van de undercoverspecialiste Olivia waardoor ze nu 52 afleveringen, een special en een speelfilm op haar naam heeft staan. 
De speelfilm "Mega Mindy versus Rox" kwam uit op 9 december 2015 en trok een bezoekersaantal van meer dan 250.000. De film gaat over de strijd tussen Studio 100 superhelden Mega Mindy en Rox die uiteindelijk samen gaan werken om de echte vijand, Achiel/Waterman, te verslaan. 